# Jorge Alberto Landau
Jorge Alberto Landau (Buenos Aires, 23 de marzo de 1947-ibídem, 12 de julio de 2021) fue un abogado y político del Partido Justicialista, que se desempeñó como diputado nacional por la provincia de Buenos Aires entre 2005 y 2015. Además, fue apoderado del Partido Justicialista nacional desde 1999 hasta su fallecimiento.

## Biografía
Nacido en Buenos Aires en 1947, se recibió de abogado. Comenzó su militancia en el peronismo en la década de 1960. Fue empresario del sector químico, desempeñándose como presidente de la Juventud Empresaria de la Confederación General Económica (CGE).
Entre 1991 y 1995 fue secretario parlamentario del Senado de la Provincia de Buenos Aires. Ese año fue elegido concejal del partido de Escobar, desempeñándose como intendente interino entre junio de 1998 y febrero de 1999, durante el gobierno municipal de Luis Patti. En las elecciones municipales de 1999, se enfrentó sin éxito a Patti por la intendencia de Escobar. Entre otros cargos, se desempeñó como secretario letrado del Consejo de la Magistratura de la Nación y como director nacional en la Dirección Nacional de los Registros Nacionales de la Propiedad del Automotor y de Créditos Prendarios.
En el ámbito partidario, desde 1983 fue congresal del Partido Justicialista (PJ). Desde 1988 fue apoderado del PJ de la provincia de Buenos Aires y desde 1999 del partido a nivel nacional. Desde ese cargo firmó las distintas listas y armados electorales del PJ, siendo apoderado de las distintas coaliciones que integró el partido como Concertación Justicialista para el Cambio (1999), el Frente para la Victoria y el Frente de Todos (2019). Además, ejerció como asesor en materia de regulaciones partidarias y asuntos constitucionales.
En las elecciones legislativas de 2003, fue candidato a diputado nacional en la lista del PJ en la provincia de Buenos Aires. Asumió como tal en marzo de 2005, en reemplazo de José Pampuro, quien nunca asumió en el cargo. En noviembre de 2005 pasó a integrar el bloque del Peronismo Federal y en 2007 del Frente para la Victoria, por el cual fue reelegido como diputado en las elecciones legislativas de ese año y de 2011, finalizando su período en 2015. Entre 2013 y 2015 integró el Parlamento del Mercosur por Argentina.
Falleció en julio de 2021, a los 74 años, producto de un cáncer de piel.